# Черкадці
Черка́дці (рос. Черкадцы) — присілок у складі Ярського району Удмуртії, Росія.

## Населення
Населення — 32 особи (2010, 104 у 2002).
Національний склад станом на 2002 рік:
- удмурти — 88 %